# Who's Afraid of Virginia Woolf?
Who's Afraid of Virginia Woolf? (¿Quién teme a Virginia Woolf?, en España; ¿Quién le teme a Virginia Woolf?, en Hispanoamérica) es una película estadounidense de 1966 de comedia negra y drama dirigida por Mike Nichols. El guion de Ernest Lehman es una adaptación  de la obra de teatro homónima de Edward Albee. Tuvo como protagonistas a Elizabeth Taylor como Martha y Richard Burton como George, con George Segal como Nick y Sandy Dennis como Honey.
La película fue nominada a trece Premios Oscar, incluyendo Mejor Película y Mejor Director por Mike Nichols, y es una de las dos únicas películas en ser nominada en todas las categorías elegibles (la otra es Cimarrón). Los cuatro actores principales de la película fueron nominados en sus respectivas categorías de actuación. De gran éxito de público en el momento de su estreno, lanzó a la fama a un joven realizador que en 1967 reeditaría el éxito de crítica y público con otro clásico, El graduado.
La película ganó cinco premios, incluyendo un segundo premio de la Academia a la Mejor actriz por Elizabeth Taylor y el de Mejor actriz de reparto por Sandy Dennis. Sin embargo, la película pierde frente a A Man for All Seasons en las categorías Mejor película, Mejor director, Mejor actor y Mejor guion adaptado. En 2013, la película fue seleccionada para su preservación en el Registro Nacional de Cine de la Biblioteca del Congreso de los Estados Unidos como "cultural, histórica o estéticamente significativa". Además, se la reconoce como uno de los filmes más importantes de la carrera de Elizabeth Taylor, por su actuación y por el gran elenco que compone la producción.
El título hace una referencia a la famosa escritora Virginia Woolf y a su apellido, utilizándolo como una parodia de la frase y canción clásica de Frank Churchill y Ann Ronell, "Who's Afraid of the Big Bad Wolf?" ("¿Quién le teme al lobo feroz?").

## Argumento
La película se centra en un vecindario inglés de la universidad de Nueva Inglaterra, se basa en la relación volátil de un profesor de Historia en la universidad llamado George y su esposa alcohólica Martha, quien además era la hija del presidente de la universidad. George y Martha se involucran en juegos emocionales entre sí, pero ignorando que es peligroso. Ambos van a una fiesta y al salir de aquel lugar, eran las dos de la madrugada, razón en la que Martha llega a su casa con su esposo y producen una pequeña discusión en cuanto a las películas de Bette Davis.
Después de la discusión, Martha revela que había invitado a un joven matrimonio, a quien conoció en la fiesta para tomar una copa. George no acepta al ver que era tarde, pero al final, termina aceptando las ideas y decisiones de su esposa. Luego, llegan los huéspedes, Nick, un profesor de biología (Martha piensa que enseña matemáticas en la pequeña discusión anterior) y su esposa, Honey. Mientras los cuatro comienzan a beber, Martha y George son capaces de practicar un abuso verbal frente a los invitados, ellos sienten vergüenza y revelan que era mejor no haber ido, pero más tarde se quedan al enredarse con el matrimonio de George y Martha. 
Honey y Martha se separan un tiempo de los esposos, Martha decide mostrarle la casa a su amiga. Cuando regresan, Honey revela que Martha le ha mencionado asuntos relacionados de su hijo y el de George y añade que al día siguiente (domingo) marcará su decimosexto cumpleaños. George se enoja ya que anteriormente le pidió a Martha no comentar sobre este tema y Martha ha divulgado esta información. 
Más tarde, Martha se burla de George agresivamente y este se aleja de los huéspedes y de su esposa para ir a otra habitación de la casa. Martha cuenta una historia muy vergonzosa de cómo ella humilló a George delante de su padre. Las burlas de Martha continúan y George reacciona violentamente tomando una escopeta y trata de dispararle a Martha. Al disparar, Honey se asusta y grita, pero se trataba de un paraguas que se abrió al disparar. Después de esta pesada broma, Martha continúa burlándose de George y este rompe una botella como producto de su enojo. Nick y Honey son cada vez más inestables, y Honey pronto corre al baño a vomitar, debido al exceso de alcohol.
Cuando sus invitados proponen irse, George insiste en llevarlos a casa, a pesar de su estado de embriaguez. Se acercan a una caseta y Honey sugiere que se detengan a bailar. Mientras Honey y George miran, Nick baila sugestivamente con Martha, quien continúa burlándose y criticando a George. George desconecta la máquina de discos y anuncia que el juego ha terminado. En respuesta, Martha alude al hecho de que pudo haber asesinado a sus padres como el protagonista en su novela inédita y de no ficción , lo que llevó a George a atacar a Martha hasta que Nick lo aleja de ella. George le cuenta al grupo sobre una segunda novela que supuestamente escribió sobre una joven pareja del Medio Oeste, un maestro guapo y su tímida esposa, que se casan debido a un cuadro de embarazo histérico y por interés económico, para luego establecerse en una pequeña ciudad universitaria. Honey, avergonzada, se da cuenta de que Nick le contó indiscretamente a George sobre su pasado y sale corriendo de la habitación. Nick promete vengarse de George, y luego corre tras Honey.
En el estacionamiento, George le dice a su esposa que no puede soportar la forma en que ella lo humilla constantemente, y ella lo acusa burlonamente de que se haya casado con ella por esa misma razón. Su ira estalla en una declaración de "guerra total". Martha se marcha, recuperando a Nick y Honey, dejando a George para regresar a casa a pie. Cuando llega a casa, descubre que el auto se estrelló en el camino con Honey medio consciente en el asiento trasero y ve a Martha y Nick juntos a través de la ventana de la habitación superior de la casa. A través del balbuceo borracho de Honey, George comienza a sospechar que su embarazo fue real y que tuvo un aborto en secreto. Luego diseña un plan para volver a Martha.
Cuando Martha acusa a Nick de ser sexualmente inadecuado, culpa de su falta de rendimiento a todo el licor que ha consumido. George luego aparece sosteniendo un ramo de dragones, que arroja a Martha y Nick en otra escena. Menciona a él y al hijo de Martha, lo que la incita a recordar su nacimiento y su infancia y cómo fue casi destruido por su padre. George acusa a Martha de participar en un comportamiento destructivo y abusivo con el niño, quien con frecuencia se escapó para evitarlos. George luego anuncia que recibió un telegrama con malas noticias: su hijo murió en un accidente automovilístico.
Cuando Martha le ruega a George que no "mate" a su hijo, Nick de repente se da cuenta de la verdad: Martha y George nunca habían podido tener hijos, y llenaron el vacío con un hijo imaginario. Al declarar a su hijo muerto, en consecuencia, George lo "asesinó". George explica que su única regla mutuamente acordada era nunca mencionar la "existencia" de su hijo a nadie más, y que él "lo mató" porque Martha rompió esa regla al mencionarlo a Honey.
La joven pareja se marcha en silencio, y George y Martha se quedan solos en el amanecer. George comienza a cantar la canción "¿Quién teme a Virginia Woolf?", Y Martha responde: "Soy yo, George, soy yo".

## Reparto
- Elizabeth Taylor ... Martha
- Richard Burton ... George
- George Segal ... Nick
- Sandy Dennis ... Honey
- Agnes Flanagan ... Mesera
- Frank Flanagan ... Gerente

## Distinciones
La película fue la única nominada para los Premios Óscar en cada categoría en la que podía ser elegible (película, actor, actriz, actor de reparto, actriz de reparto, director, guion, dirección artística/decoración del set (blanco y negro), cinematografía (blanco y negro), sonido, diseño de vestuarios (blanco y negro), música y montaje). 
Cada uno de los cuatro actores fue nominado para un Oscar, pero solo Elizabeth Taylor (Oscar a la mejor actriz) y Sandy Dennis (Oscar a la mejor actriz de reparto), lo ganaron. La película también ganó el premio de Oscar a la mejor fotografía en blanco y negro por el gran trabajo de cámara de Haskell Wexler (fue la última película en ganar en dicha categoría antes de que fuera eliminada). También recibió:
- El Oscar a la mejor dirección de arte B/N
- El Oscar al mejor diseño de vestuario B/N

Recibió además:
- El Premio BAFTA a la mejor película (Mike Nichols), y los premios ya eliminados, al mejor actor británico (Richard Burton), a la mejor actriz británica (Elizabeth Taylor).

- El Premio New York Film Critics Circle Awards (Premio del Círculo de Críticos de Cine de Nueva York) a la mejor actriz (Elizabeth Taylor).

## Comentarios
Un gran duelo interpretativo entre Richard Burton y Elizabeth Taylor, por aquel entonces casados, bien secundado por la otra pareja protagonista del filme, George Segal y Sandy Dennis. Célebre por contener una de las mejores interpretaciones, si no la mejor, de Taylor y por una puesta en escena brillante que, sin deshacerse de su origen teatral, logra tener entidad propia como largometraje.

## Recepción de la crítica
En el agregador de revisión de reseñas Rotten Tomatoes, la película tiene una calificación de aprobación del 95% basada en 42 reseñas, con una calificación promedio de 8.53 / 10. El consenso crítico del sitio web dice: "Dirigido por una actuación volcánica de Elizabeth Taylor, ¿Quién teme a Virginia Woolf? Es una adaptación mordaz de la obra de Edward Albee que sirve como una brillante tarjeta de presentación para el director debut Mike Nichols". En Metacritic, que asigna una calificación media ponderada a las críticas, la película tiene una puntuación de 75 basada en 11 críticas, lo que indica "críticas generalmente favorables".
En una crítica positiva, Variety escribió que "La adaptación entusiasta y la producción atractiva de Ernest Lehman, la dirección sobresaliente de Mike Nichols en su debut cinematográfico y cuatro actuaciones destacadas logran un blanco artístico". y, alabando la actuación de Taylor, que su "caracterización es a la vez sensual, rencorosa, cínica, lamentable, repugnante, lujuriosa y tierna".

## Premios

### Oscar
| Año  | Categoría                                  | Persona                                               | Resultado  |
| ---- | ------------------------------------------ | ----------------------------------------------------- | ---------- |
| 1966 | Mejor Película                             | Mejor Película                                        | Candidata  |
| 1966 | Mejor Director                             | Mike Nichols                                          | Candidato  |
| 1966 | Mejor Actor                                | Richard Burton                                        | Candidato  |
| 1966 | Mejor Actriz                               | Elizabeth Taylor                                      | Ganadora   |
| 1966 | Mejor Actor de Reparto                     | George Segal                                          | Candidato  |
| 1966 | Mejor Actriz de Reparto                    | Sandy Dennis                                          | Ganadora   |
| 1966 | Mejor Guion Adaptado                       | Ernest Lehman                                         | Candidato  |
| 1966 | Mejor Montaje                              | Sam O'Steen                                           | Candidato  |
| 1966 | Mejor Fotografía - Blanco y negro          | Haskell Wexler                                        | Ganador    |
| 1966 | Mejor Dirección Artística - Blanco y negro | Richard Sylbert George James Hopkins                  | Ganadores  |
| 1966 | Mejor Diseño de Vestuario - Blanco y negro | Irene Sharaff                                         | Ganadora   |
| 1966 | Mejor banda sonora - Original              | Alex North                                            | Candidato  |
| 1966 | Mejor Sonido                               | George R. Groves Warner Bros. Studio Sound Department | Candidatos |